# II. Gamáliel
II. Gamáliel (? – Lod, 114 körül) násziként az első és második század fordulóján a palesztinai zsidóság feje és szellemi vezetője.

## Hatalomra jutása
A zsidó háború után Johanán ben Zakáj kérésére kímélte meg Vespasianus római császár Gamáliel és családja életét. Ugyan később Gamáliel is elődeihez hasonlóan a Szanhedrin elnöke volt, a Jeruzsálemi templom elpusztítása után Jabnéba tette át székhelyét, mint az ottani iskola és Bész-Din elnöke. Nagy gondot fordítottak kortársai és maga Johanán ben Zakáj is arra, hogy Gamáliel tekintélyét minél inkább fokozzák, ezért előbbi maga Johanán is alárendelte magát Gamálielnek, jóllehet szellemileg felette állt. Egyik tanítványa volt Gamálielnek Eliézer ben Hürkánosz, aki később a sógora is lett.
Gamáliel volt az, aki – hivatalosan, Róma által is elismerve – először viselte a nászi (fejedelem), majd patriarcha címet, amelyet utódai örököltek. A római kormányzó Szíriában erősítette meg méltóságában (Talmud, Szanhedrin 11b). Gamáliel rendkívül sokat tett a zsidóság belső egységének helyreállításáért, amelyet nagy részben el is ért. Ebből az okból kifolyólag emelte a jabnei törvényház és akadémia tekintélyét. Ő alatta kapcsolódtak össze a Hillel és Sámmáj-féle vallási iskolák, amelyek még a Templom lerombolása után sem egyenlítették ki ellentéteiket. 
Tekintélyének megőrzéséről a Talmud több helye tanúskodik. Egyik legkiválóbb tanítványát, Rabbi Josua ben Hananját megalázó vezeklésre ítélte, ellenszegülése miatt, de amikor utóbbi megjelent előtte, átölelte és megcsókolta s így szólította meg: „Légy üdvöz, mesterem és tanítványom; mesterem a tanulásban, tanítványom abban, hogy aláveted magad akaratomnak”. Intézkedései vallási és polgári ügyekben törvény erejével bírtak az egész Római Birodalom zsidósága előtt.
Egyszer rövid időre lemondatták méltóságáról, de később visszahelyezték abba. A legfontosabb esemény Gamáliel pátiárka életében Rómába való utazása a zsidóság nevében és érdekében. Ez útján kísérőtársai voltak Rabbi Akiba rabbi, és elnöktársa, Rabbi Eleazár ben Azarja, illetve Jósua ben Hemmijah. Az utazás valószínűen Domitianus római császárságának utolsó éveiben történt, 95-ben és a zsidóságot fenyegető gonosz törvények elhárítására irányult. Az utazás mély nyomot hagyott a halachikus és aggadikus irodalomban is. A rómaiakkal ekkor folytatott vitáit feljegyezte a Talmud. Azonban Gamálielnek nagyobb nézeteltérése volt a keresztényekkel, akiket a Talmud minimmel jelöl és szektáriusoknak tekintett. Gamáliel nem ok nélkül féltette a zsidóság egységének megbontását tőlük.

## Vallási működése
Igen nagy érdeme az imakönyv revíziója: ő véglegesítette a naponkénti két főima elhelyezését, így a Sémát és a Tizennyolc Áldásmondást, amelyet utoljára ő revideált. Ugyancsak ő rendelte el annak naponként háromszori elmondását. Mély vallásossága etikájának tisztaságával párosult: „Amíg te magad szánalmat érzel mások iránt, Isten irgalommal lesz irántad, de ha nem érzel szánalmat, akkor Isten se fog könyörülni rajtad”. (Toszefta Bába Káma 9. 30; Jer. Bába Káma uo.; Sabbab 151a). Családjának és tudós vendégeinek megengedte a görög nyelv használatát is, jóllehet a zsidók nemzeti okból közönséges embernek ezt nem engedték meg. Fia, Simon említi (Szóta 49b), hogy házukba sokan jártak „görög bölcsességet” tanulni. Gamáliel mint tudós, úgy a halachában, mint az exegézisben és a speciális jogban egyenlő nagyság volt kiváló kortársaival; allegóriái különösen költőiek. A Talmud több szónoklat töredékét is feljegyzi (Szemáchot 8.) Gamáliel már nem érte meg a Bar Kohba-felkelést, csupán annak előkészítését. Temetésén országos gyász nyilvánult meg, és a prozelita Aquila, Gamáliel és Akiba tanítványa emlékévet építtetett a sírján, amely a hagyomány szerint azonos a Jabne mellett ma látható, de későbbi építménnyel. Érdekesség, hogy az egyszerű fehér lepelben való temetést ő rendelte el, hogy a fényűzésre való hajlandóságot megszüntesse másoknál is.